# Уті
Уті, Утакамунд (Ooty, Ootacamund), Удаґамандалам (உதகமண்டலம்) — місто в Індії, штат Тамілнад, адміністративний центр району Нілґірі. Один із найпопулярніших гірських курортів Індії. 

## Географія
Розташований на висоті 2240 метрів.

### Клімат
Місто знаходиться у зоні, котра характеризується океанічним кліматом субтропічних нагір'їв. Найтепліший місяць — квітень із середньою температурою 16.7 °C (62.1 °F). Найхолодніший місяць — січень, із середньою температурою 13 °С (55.4 °F).
| Клімат Уті              | Клімат Уті | Клімат Уті | Клімат Уті | Клімат Уті | Клімат Уті | Клімат Уті | Клімат Уті | Клімат Уті | Клімат Уті | Клімат Уті | Клімат Уті | Клімат Уті | Клімат Уті |
| Показник                | Січ.       | Лют.       | Бер.       | Квіт.      | Трав.      | Черв.      | Лип.       | Серп.      | Вер.       | Жовт.      | Лист.      | Груд.      | Рік        |
| Середній максимум, °C   | 20,3       | 20,9       | 22,2       | 22,6       | 22         | 18,3       | 16,9       | 17,4       | 18,5       | 18,8       | 18,7       | 19,7       | 19,7       |
| Середня температура, °C | 13         | 13,7       | 15,5       | 16,7       | 16,7       | 14,8       | 14         | 14,2       | 14,5       | 14,5       | 13,7       | 13,2       | 14,5       |
| Середній мінімум, °C    | 5,6        | 6,5        | 8,8        | 10,7       | 11,4       | 11,2       | 11         | 10,9       | 10,4       | 10,1       | 8,6        | 6,7        | 9,3        |
| Норма опадів, мм        | 20.5       | 10.2       | 25.8       | 75.4       | 147.5      | 136.7      | 181.1      | 123.7      | 134.9      | 189.2      | 139.9      | 52.8       | 1237.7     |
| ----------------------- | ---------- | ---------- | ---------- | ---------- | ---------- | ---------- | ---------- | ---------- | ---------- | ---------- | ---------- | ---------- | ---------- |
| Джерело: Weatherbase    |            |            |            |            |            |            |            |            |            |            |            |            |            |

## Уродженці
- Вані Бходжан (* 1988) — індійська кіноакторка.

## Галерея

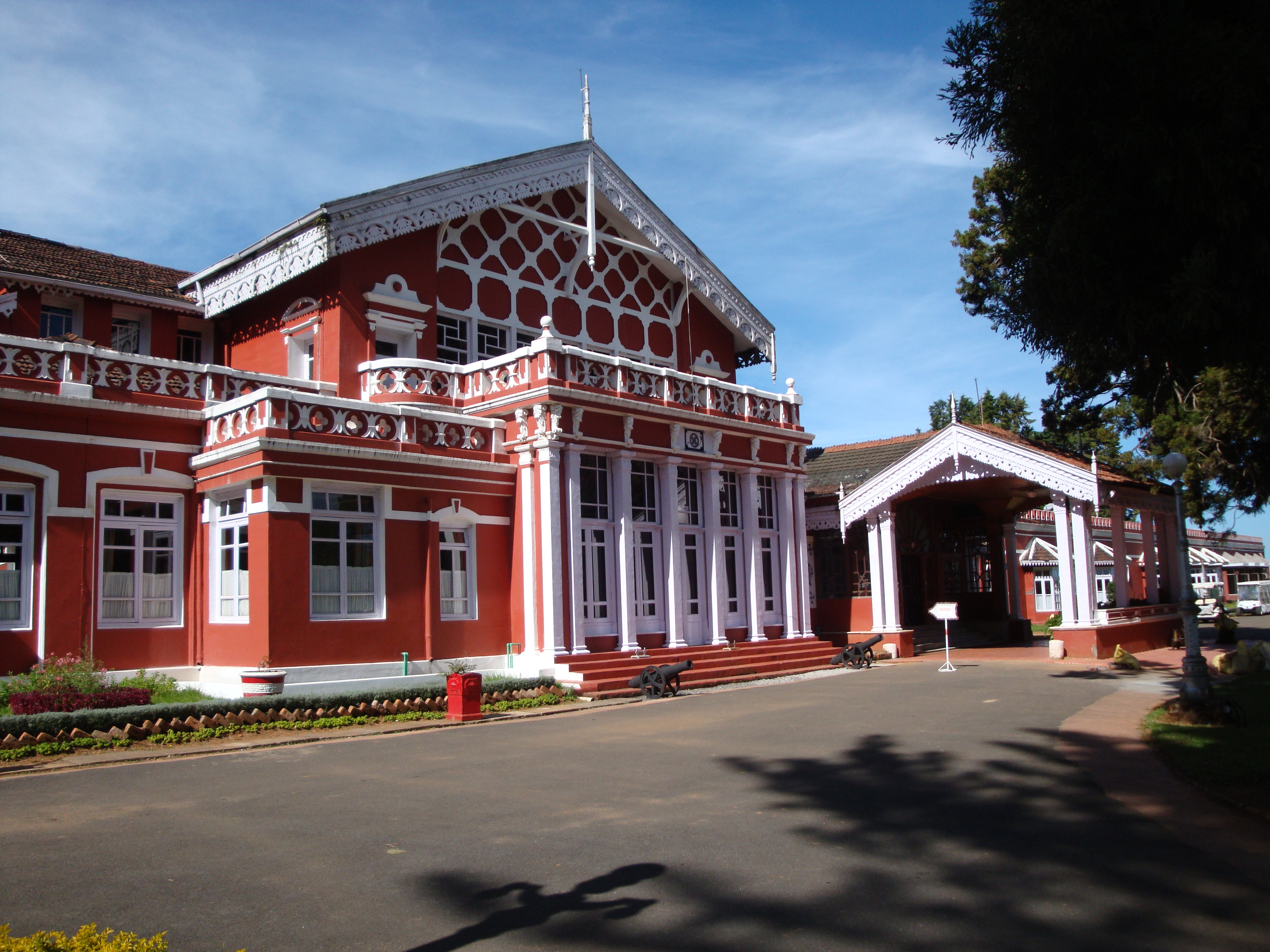
Палац Фернхілс
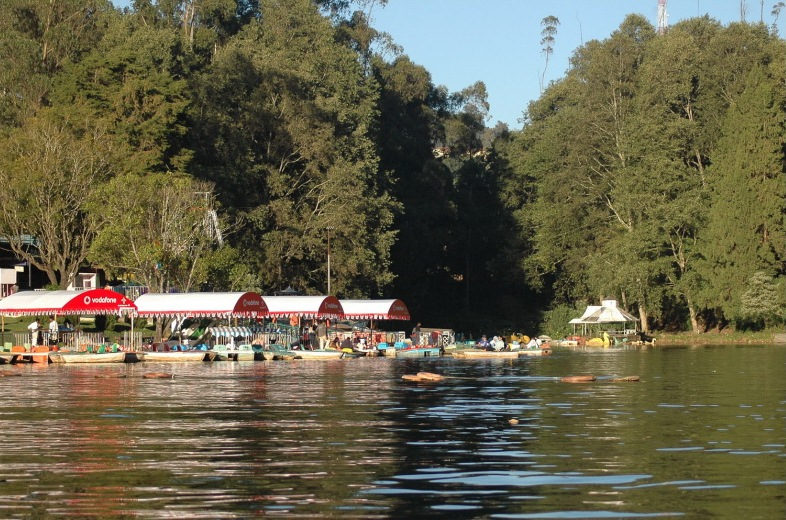
Озеро Уті
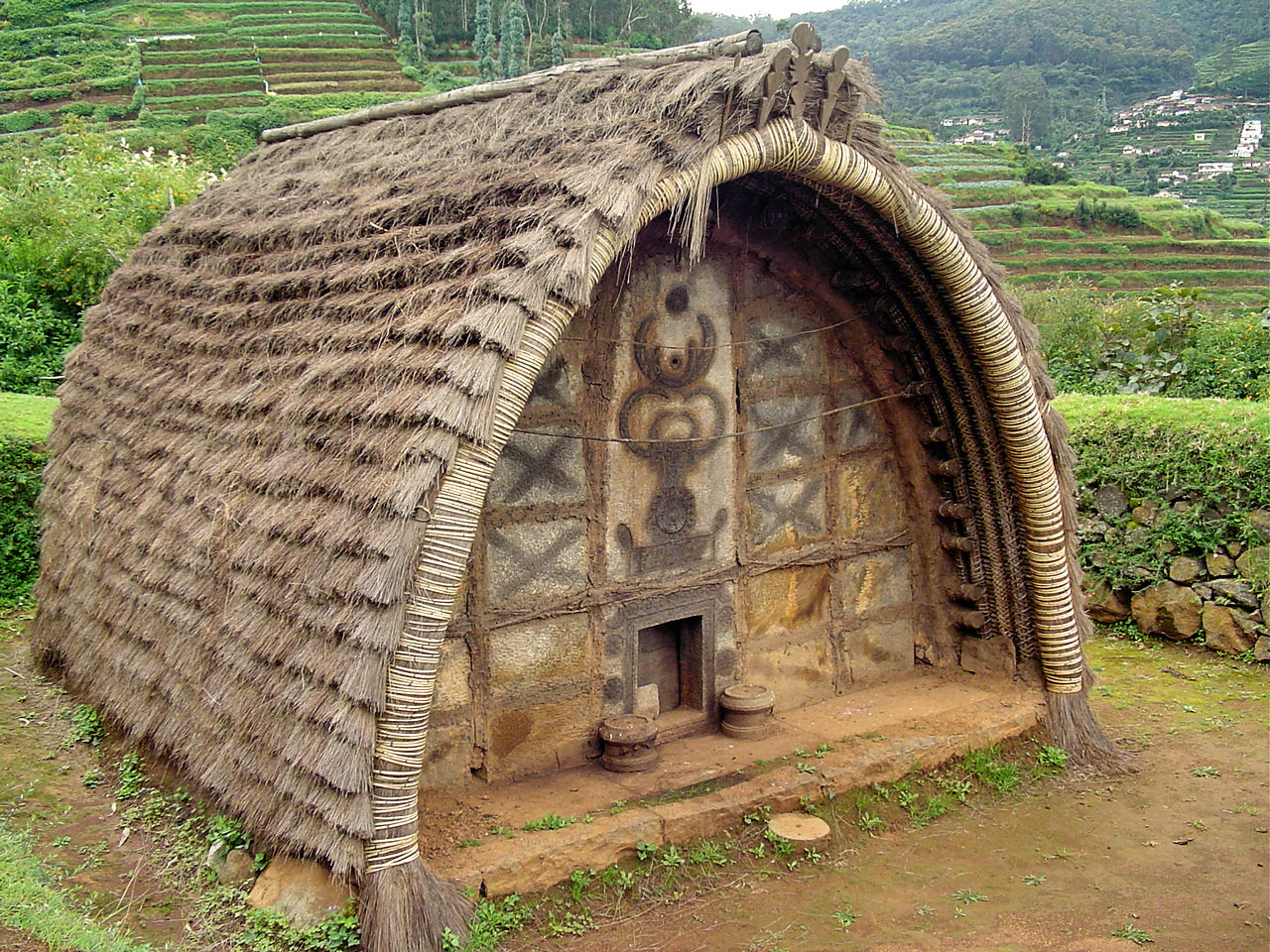
Традиційне житло тодів
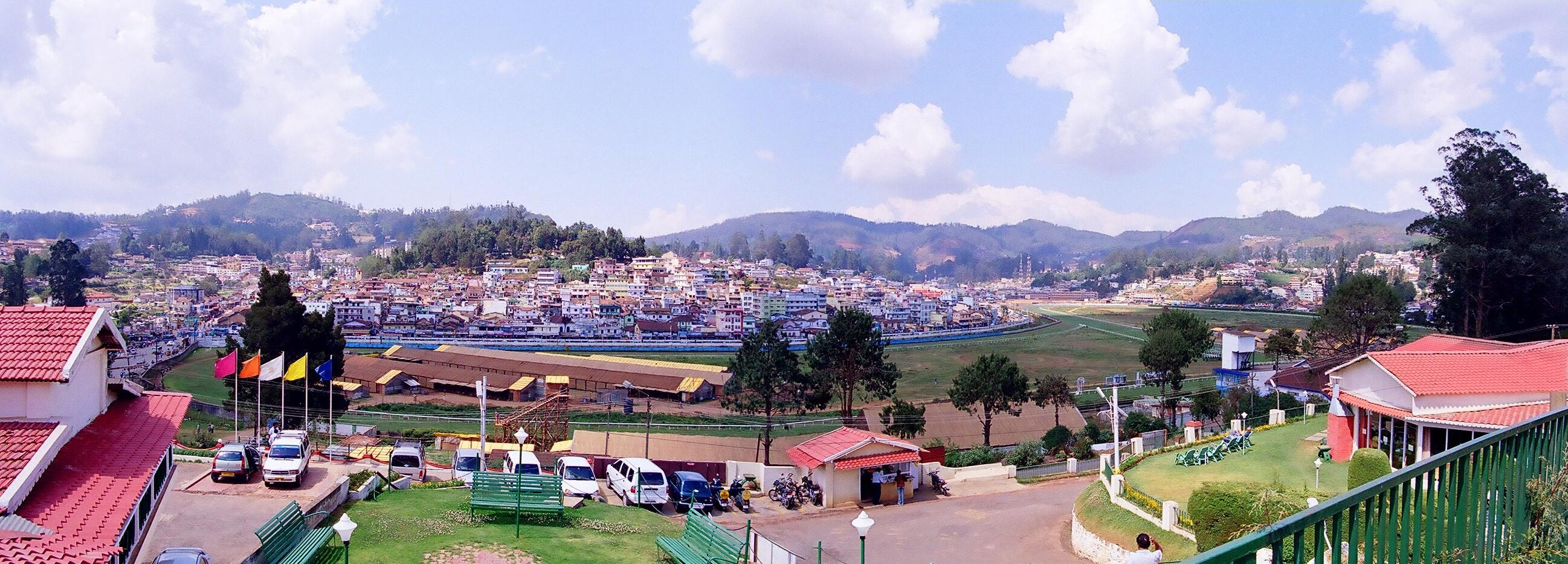
Панорамний вид Уті
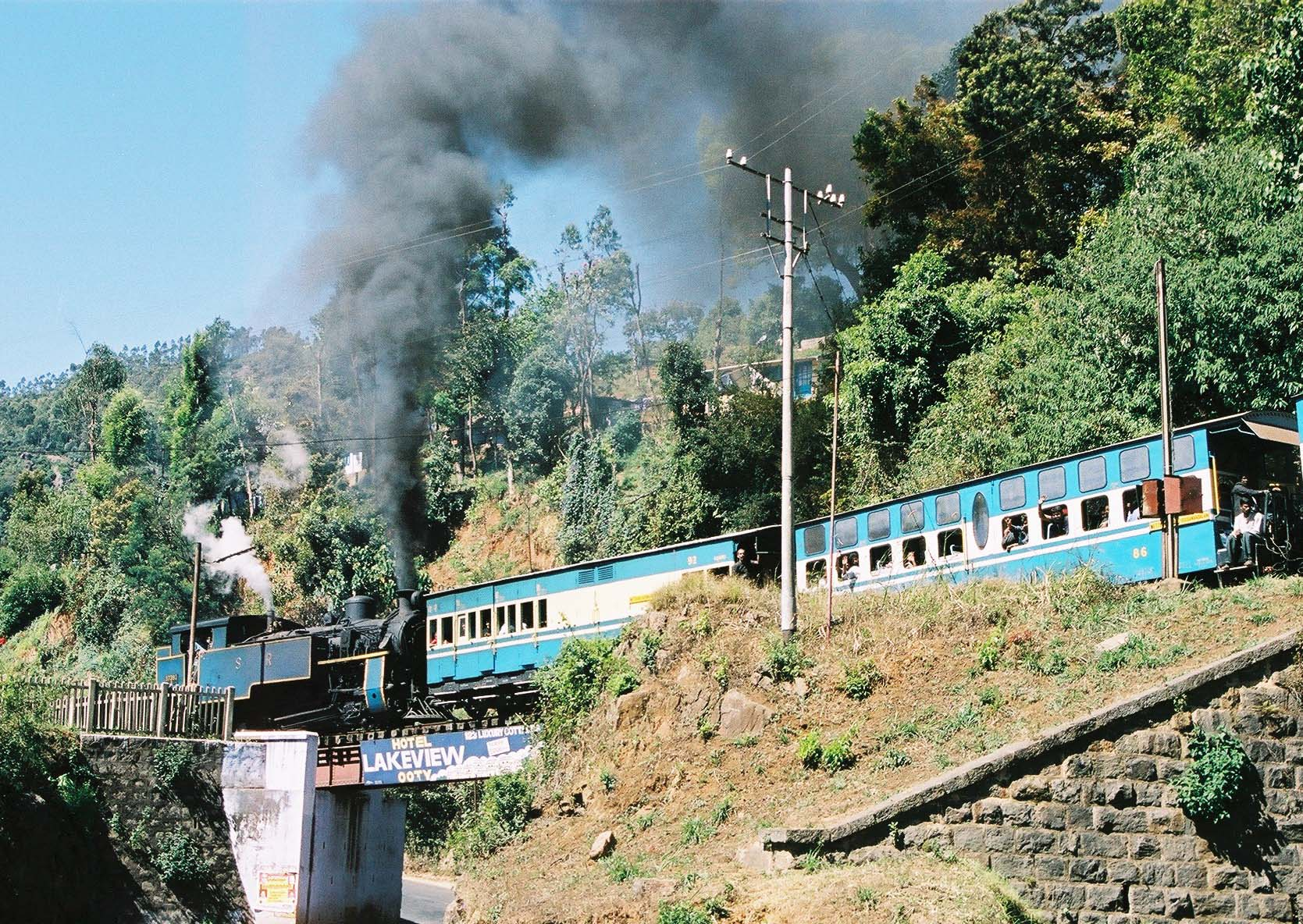
Гірська залізниця Нілґірі